# Прихована камера (шоу-прийом)

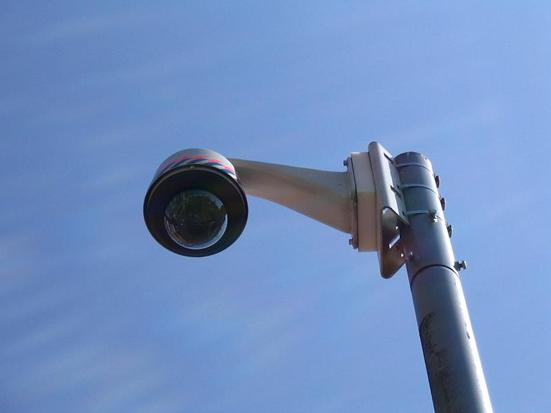
Прихована камера, вмонтована в вуличне обладнання

Прихо́вана ка́мера (англ. hidden camera) — телевізійний прийом, що використовується при записі передач-розіграшів і для робіт в жанрі «журналістські розслідування».
Термін вживається і щодо відповідного обладнання, яке часто використовується не тільки в журналісткою роботі та ремеслі спецслужб, а й у порноіндустрії.

## Історія
Подібний метод операторської роботи у фотографії, кіно та на телебаченні, при якому людина, яка знімається не знає, що є об'єктом зйомки, вперше (в кіно) практикувався в 1920-і роки, „коли кінорежисер-документаліст Дзига Вертов проголосив і здійснив на практиці принцип «зйомки життя зненацька». У 1960-і рр. у зв'язку з появою високочутливих плівок і легких безшумних знімальних камер метод набув поширення в усьому світі“ .